# Indigo (banda)
Os Indigo são um grupo musical português de Leiria formado por Gabriel Sousa e Miguel Moreira em 2005.

## Membros
- Gabriel Sousa - voz
- Paulo Fontes - guitarra
- Sérgio Monico - baixo
- Gonçalo Jacinto - sintetizadores
- Pedro Costa - bateria

## Discografia
- 2008 - Art of Living (EP)

1. One Truth

- 2010 - Indigo

1. The Slow Motion